# مارتن جونز
مارتن جونز (بالإنجليزية: Martin Jones)‏ (و. 1990 – م) هو لاعب هوكي الجليد، من كندا.

## جوائز
حصل على جوائز منها:
- كأس ستانلي.

## روابط خارجية
- مارتن جونز على موقع دوري الهوكي الوطني (الإنجليزية)
- مارتن جونز على موقع EliteProspects.com (الإنجليزية)
- مارتن جونز على موقع Eurohockey.com (الإنجليزية)
- مارتن جونز على موقع HockeyDB.com (الإنجليزية)
- مارتن جونز على موقع Hockey-Reference.com (الإنجليزية)